# Amomum longipes
Amomum longipes là một loài thực vật có hoa trong họ Gừng. Loài này được Theodoric Valeton mô tả khoa học đầu tiên năm 1904.

## Phân bố
Loài này có ở đảo Sumatra, Indonesia.